# Formalisme complexe
Le formalisme complexe est un outil mathématique représentant certaines grandeurs physiques, sinusoïdales par rapport au temps, sous forme de nombres complexes. Il permet de simplifier les calculs, et est utilisé, par exemple, dans le cas du régime sinusoïdal de tension électrique.

## Principe
Soit une grandeur physique {\displaystyle x\,} définie par : {\displaystyle x(t)=X_{0}\,cos(\omega t+\varphi )}
{\displaystyle x\,} est donc une fonction sinusoïdale du temps.
- {\displaystyle X_{0}\,} est l'amplitude de {\displaystyle x\,}
- {\displaystyle \varphi } est la phase de {\displaystyle x\,}.

A {\displaystyle x\,}, on associe une valeur complexe notée {\displaystyle {\bar {X}}}, telle que {\displaystyle {\bar {X}}=X_{0}\,e^{\jmath \,(\omega t+\varphi )}}
Donc {\displaystyle {\bar {X}}=X_{0}\,e^{\jmath \omega t}\,e^{\jmath \varphi }}
On pose {\displaystyle {\bar {X_{0}}}=X_{0}\,e^{\jmath \varphi }}

On a alors :
- {\displaystyle |{\bar {X_{0}}}|=X_{0}\,} : c'est l'amplitude de {\displaystyle x\,}
- {\displaystyle arg({\bar {X_{0}}})=\varphi } : c'est la phase de {\displaystyle x\,}.

## Opérations mathématiques
- La dérivation :

Lorsque l'on dérive la grandeur {\displaystyle x\,} par rapport au temps, on obtient :
{\displaystyle x^{\prime }\,(t)=-X_{0}\,\omega \,sin(\omega t+\varphi )=X_{0}\,\omega \,cos(\omega t+\varphi +{\frac {\pi }{2}})}
A {\displaystyle x^{\prime }\,}, on associe une valeur complexe notée {\displaystyle {\bar {X^{\prime }}}}
{\displaystyle {\bar {X^{\prime }}}=X_{0}\,\omega \,e^{\jmath (\omega t+\varphi )}\,e^{\jmath {\frac {\pi }{2}}}=\jmath \omega \,{\bar {X}}} car {\displaystyle e^{\jmath {\frac {\pi }{2}}}=\jmath } et {\displaystyle X_{0}\,e^{j(\omega t+\varphi )}={\bar {X}}}.
Dériver une grandeur {\displaystyle x\,} par rapport au temps, revient à multiplier {\displaystyle {\bar {X}}} par {\displaystyle \jmath \omega \,} en formalisme complexe.
- L'intégration :

On montre de la même manière qu'intégrer une grandeur {\displaystyle x\,} par rapport au temps, revient à diviser celle-ci par {\displaystyle \jmath \omega }.